# 182 pr. n. št.

## Rojstva
- Ptolemaj VIII. Everget, faraon  iz Ptolemajske dinastije († 116 pr. n. št.)